# Rookverbod

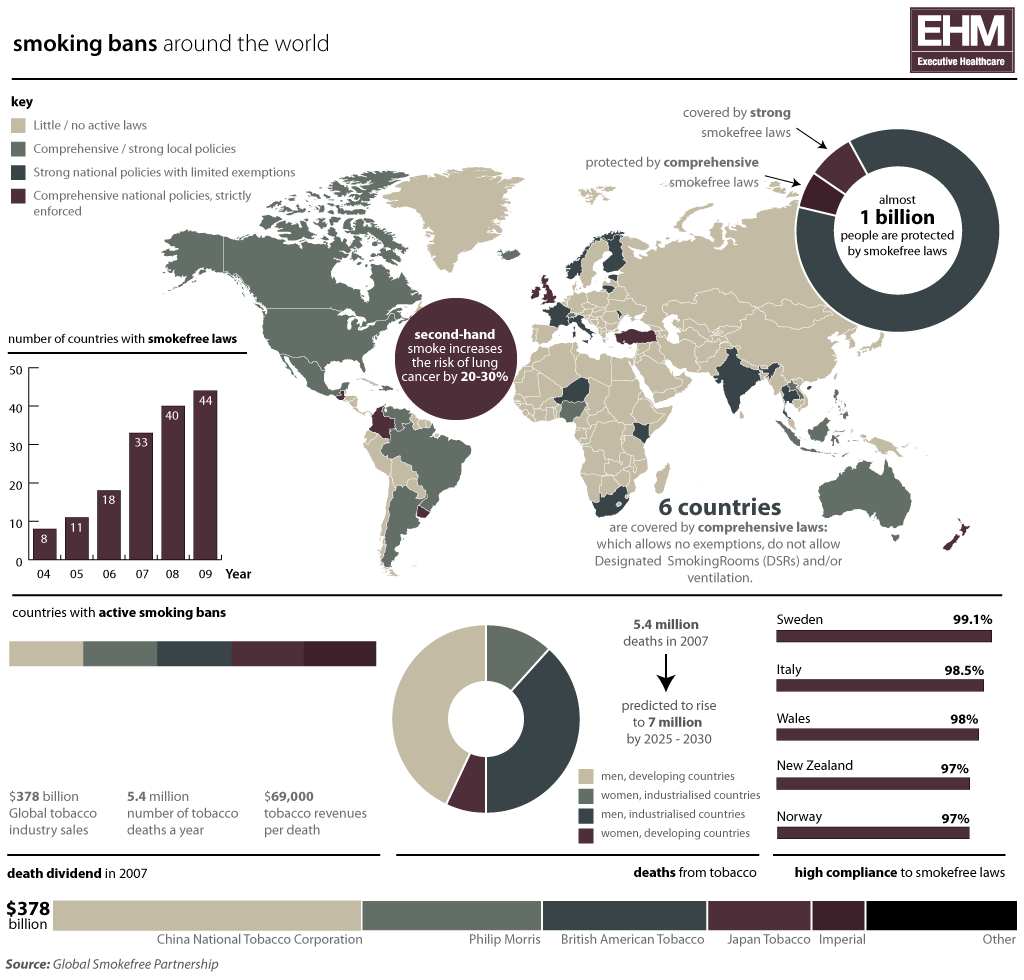
Rookverboden in de wereld

Een rookverbodsbord

Een rookverbod is een al dan niet wettelijke regel die op specifieke plaatsen het roken van tabak verbiedt.
Sinds de eeuwwisseling is er in vele landen een tendens het roken verder terug te dringen en uit openbare ruimten te weren door het steeds meer instellen van rookvrije zones.

## Gezondheidsrisico's
De belangrijkste redenen voor een rookverbod zijn de bescherming van mensen tegen hart- en vaatziekten, kanker en tal van andere al dan niet-acute aandoeningen, het omlaag brengen van het aantal rokers en de inperking van overlast veroorzaakt door rook. Zowel roken als meeroken is schadelijk voor de gezondheid. Naast astmapatiënten ondervinden vooral kinderen en zwangere vrouwen schade door blootstelling aan rook. De ontwikkeling van het ongeboren kind blijft door roken en meeroken aantoonbaar achter, hetgeen zich onder meer in een gemiddeld lager geboortegewicht uitdrukt. Voor kinderen is de blootstelling aan rook een risico voor de ontwikkeling van chronische klachten aan de luchtwegen. Momenteel blijft 75% van de jongeren die met roken begint langdurig verslaafd. Sommige anti-rokenorganisaties stellen dat er geen veilige ondergrens bestaat voor blootstelling aan tabaksrook, iets wat echter door andere wetenschappers en theorieën (onder andere hormesis) weer wordt tegengesproken. In 2003 werd bij 9000 mensen longkanker vastgesteld. De kans op overleven is 10% na vijf jaar.
Door het adervernauwende effect lopen mensen die worden blootgesteld aan nicotine een acuut verhoogd risico op een hartinfarct. Verminderde blootstelling die is opgetreden na de invoering van rookverboden (al dan niet omdat veel mensen de invoering aangrijpen om te stoppen met roken) is dan ook vrijwel direct zichtbaar in de statistieken. In Italië en Ierland werd de afname van het aantal hartinfarcten geschat op 10% tot 25%.

## Regelgeving
Zie voor de regelgeving in andere landen: Lijst van rookverboden naar land

### België

#### Cafés en frietkramen
In België geldt er een algemeen rookverbod in cafetaria's of kantines verbonden aan sportactiviteiten (sportvelden, tennisclubs, sporthallen, zwembaden, bowlingcentra enz.). Praktisch gezien volgen deze zaken dus de regels van de restaurants.
Alle drank- en eetgelegenheden die niet afgesloten zijn van een openbare plaats waar een rookverbod geldt, moeten sinds 1 juli 2011 rookvrij zijn (bijvoorbeeld terrasjes in een winkelcentrum of een station, een taverne of cafetaria dat zonder glazen wand uitgeeft op een zwembad of bowlingbaan).
In cafés die kleiner zijn dan 50 m² en kleine frietkramen (maximum 16 plaatsen) mag er nog gerookt worden maar moet er een rookafzuig- of verluchtingssysteem in werking zijn van minimaal 15 m³ per uur en per vierkante meter.
Cafés die groter zijn dan 50 m² en grote frietkramen, moeten een aparte ruimte hebben voor niet-rokers. Die moet minstens de helft van de oppervlakte van het gesloten gedeelte van de zaak beslaan. Bovendien moet de ruimte voor niet-rokers duidelijk zijn aangeduid met rookverbodtekens. Daarnaast moeten de horecazaken een rookafzuig- of verluchtingssysteem hebben die de hinder voor niet-rokers zo veel mogelijk beperkt.
Vanaf 1 januari 2010 geldt een rookverbod in alle etablissementen waar eten geserveerd wordt, behalve in frietkramen die kleiner zijn dan 50 m². Ook in eetcafés en brasserieën mag vanaf 2010 dus niet meer gerookt worden. Uitbaters van eetkroegen of brasserieën mogen wel een aparte rookkamer inrichten waar nog gerookt, maar niet gegeten mag worden.
Uiterlijk op 1 juli 2014 treedt in België een rookverbod in alle horecagelegenheden in werking. Ook in cafés waar alleen drank genuttigd wordt, is roken vanaf dan verboden.
Op 15 maart 2011 vernietigde het Grondwettelijk Hof de uitzonderingen op het algemeen rookverbod in horeca-zaken omdat de uitzonderingen omwille van economische redenen bepaald werden en niets te maken hadden met de volksgezondheid. Hierdoor geldt vanaf 30 juni 2011 een algemeen rookverbod in de horeca, tenzij in cafés die een aparte rookkamer met afzuiginstallatie hebben.

#### Werkplek en openbare ruimtes
Sinds 1 januari 2004 heeft elke werknemer, zowel in de openbare als private sector, recht op een rookvrije werkruimte. Sinds die datum mag er niet meer gerookt worden op de werkvloer en in openbare ruimtes. Ook in hotels moeten alle gemeenschappelijke ruimtes rookvrij zijn.
Sinds 1 januari 2004 heeft iedere werknemer recht op een rookvrije werkplek. In artikel 11a lid 1 van de Tabakswet is opgenomen dat werkgevers verplicht zijn zodanige maatregelingen te treffen dat de werknemers in staat worden gesteld hun werkzaamheden te verrichten zonder daarbij hinder of overlast van roken door anderen te ondervinden. Uit artikel 11b lid 1 en de bijlagen van de Tabakswet volgt dat beheerders en werkgevers die het rookverbod niet goed handhaven of geen maatregelen voor een rookvrije werkplek treffen, voor de eerste overtreding van de Tabakswet een boete van € 300,- kunnen krijgen. Bij volgende overtredingen kan deze boete oplopen tot € 2.400,- per overtreding.

#### Restaurants
Sinds 1 januari 2007 geldt het rookverbod voor alle restaurants in België. In restaurants is roken enkel nog toegestaan in afgesloten zaaltjes, op voorwaarde dat daar enkel gedronken en niet gegeten wordt. Voor kantines van sportcomplexen, patisserieën, tearooms, snackbars, pitazaken, pizzazaken en ijssalons gelden dezelfde regels als voor restaurants.

#### Controle en klachten
Op het terrein gaan controleurs na of de wet correct toegepast wordt. Zo moet het rookverbod duidelijk aangegeven zijn aan de buitenkant en binnenin. Asbakken zijn niet toegestaan op plaatsen waar niet gerookt mag worden. Afgebakende zones voor rokers moeten duidelijk aangegeven zijn en de gevolgen van het roken effectief beperken.
Klachten en informatie over het rookverbod op openbare plaatsen kunnen gericht worden aan de Federale Overheidsdienst Volksgezondheid, Veiligheid van de Voedselketen en Leefmilieu, voor de werkvloer aan de Federale Overheidsdienst Werkgelegenheid, Arbeid en Sociaal Overleg, op de trein aan de Federale Overheidsdienst Mobiliteit en Vervoer, voor de horeca aan het Federaal agentschap voor de veiligheid van de voedselketen.

#### In de wagen
In mei 2018 bereikte de Vlaamse regering, in navolging van hun Waalse evenknieën, een akkoord over het verbieden van roken in de wagen in het bijzijn van kinderen jonger dan zestien jaar. Vlaams minister van Leefmilieu Joke Schauvliege en Vlaams minister van Volksgezondheid Jo Vandeurzen haalden als argumenten aan dat roken in de wagen tot 25 keer hogere concentraties aan kankerverwekkende stoffen veroorzaakt dan roken in huis, en dat kinderen bijzonder gevoelig zijn voor de gevolgen van meeroken omdat hun lichaam nog in volle ontwikkeling is. Het verbod zou gaan gelden vanaf 2019; overtredingen zouden bestraft worden met een boete van maximaal 1.000 euro. Het verbod zou gelden voor tabak, producten op basis van tabak en elektronische sigaretten.
Op 12 december 2018 werd het verbod unaniem goedgekeurd door de plenaire vergadering van het Vlaams Parlement.

#### Stoeproken
In 2011 werd het woord stoeproken, het roken buiten op straat op de stoep door het rookverbod, gekozen als Vlaams woord van het jaar.

### Nederland

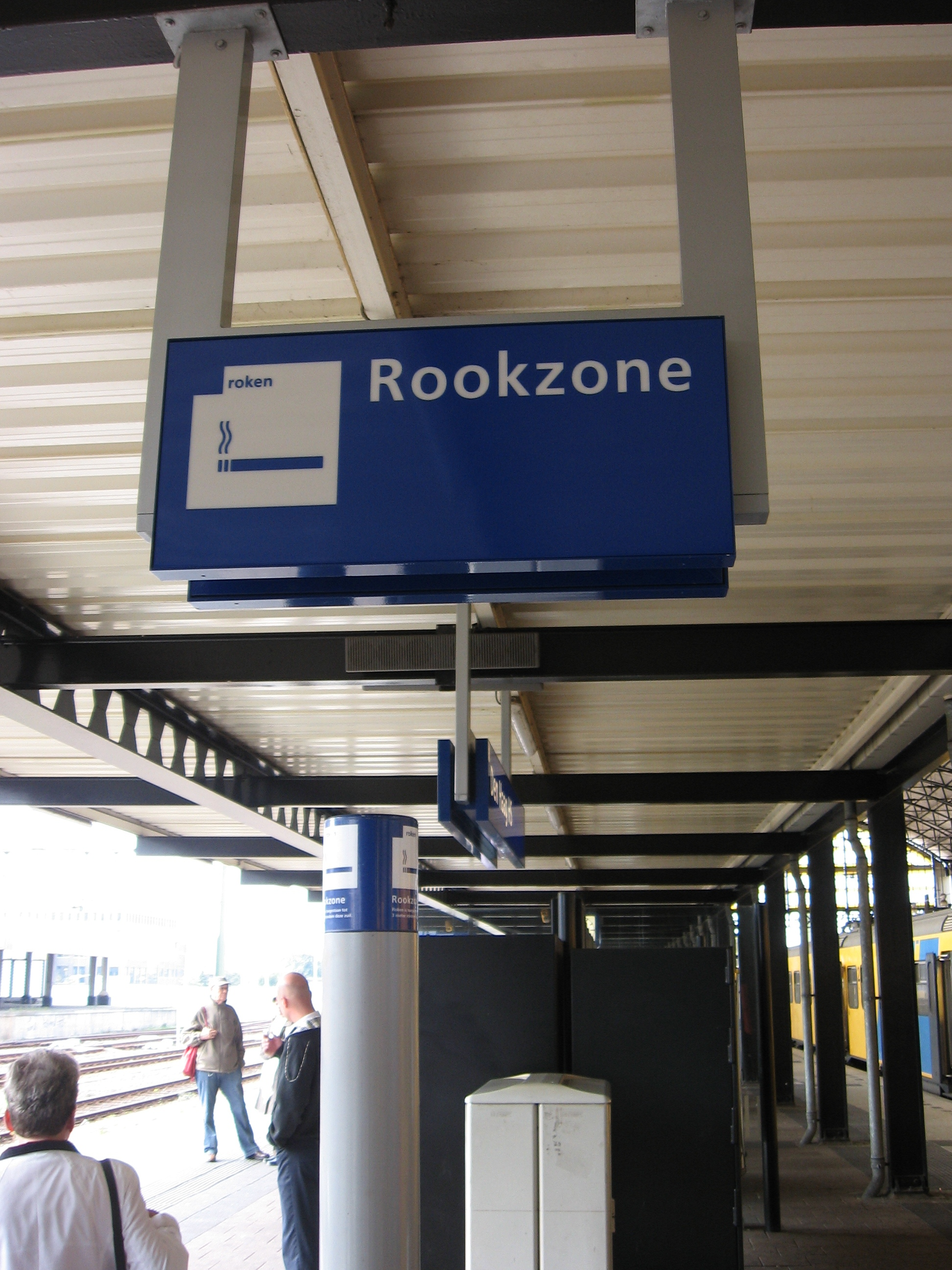
Roken op een perron in Nederland is verboden buiten 3 meter van de aangegeven rookzone
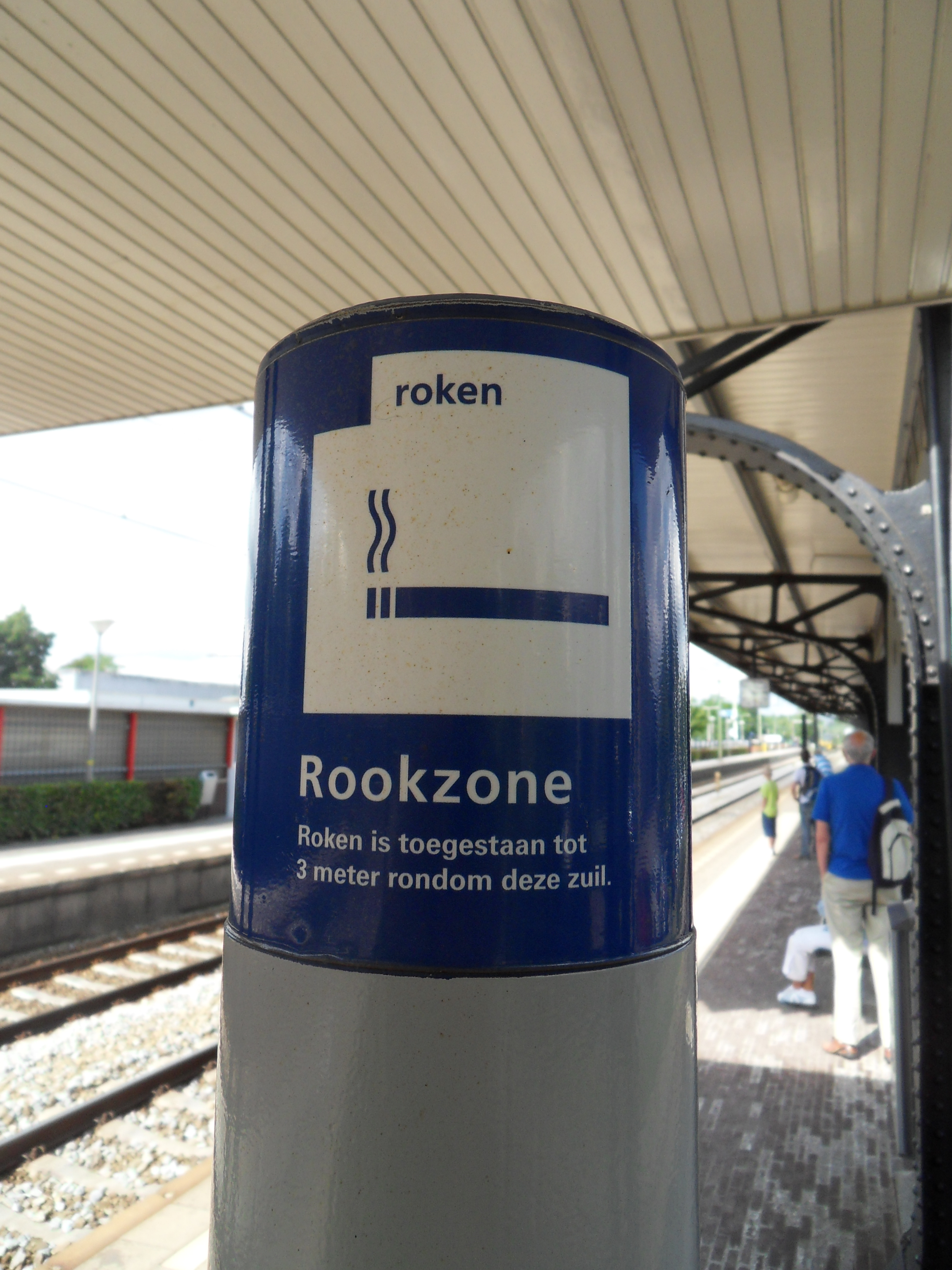
Closeup van de zuil
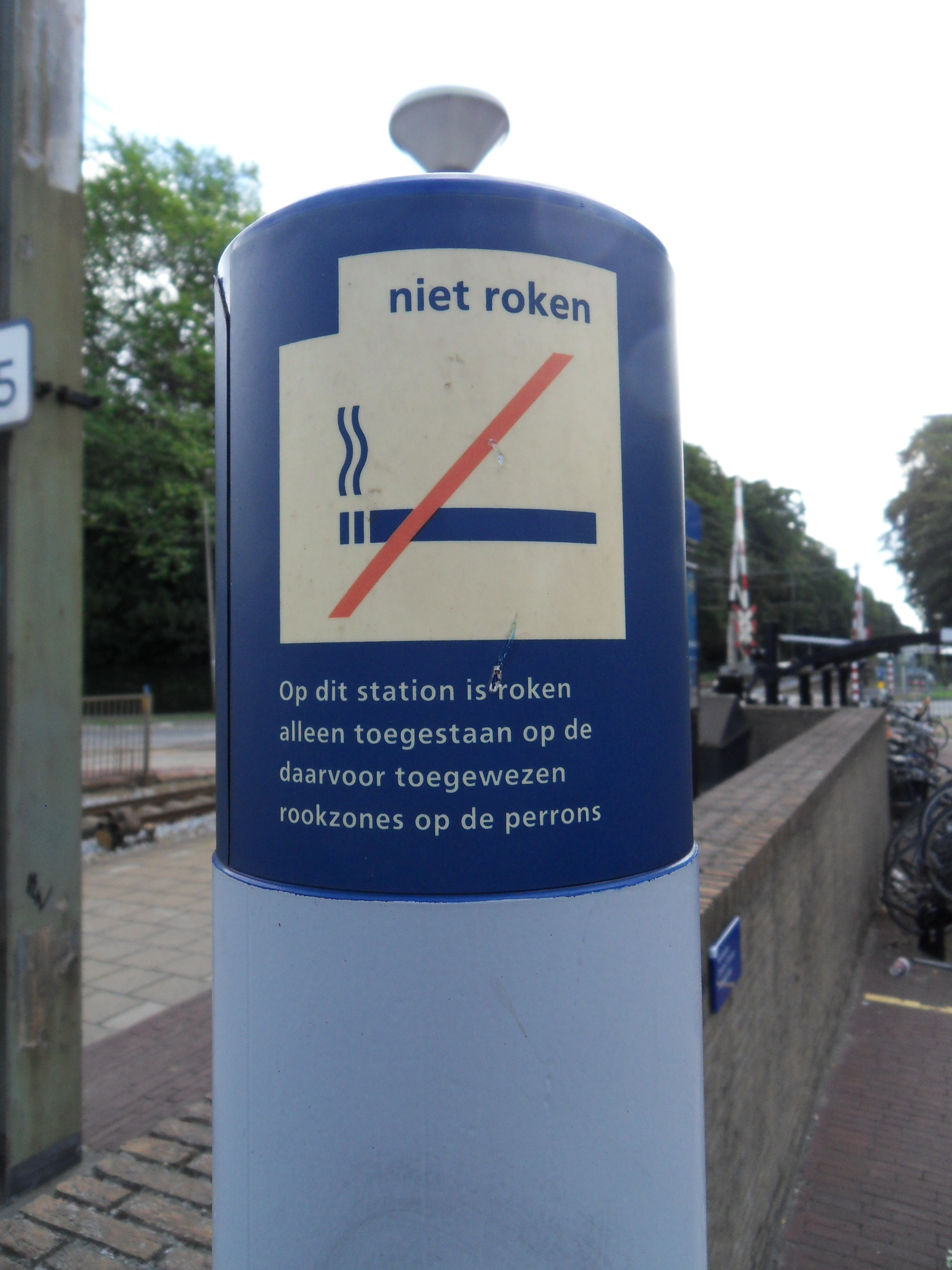
Andere zuil met rookverbod
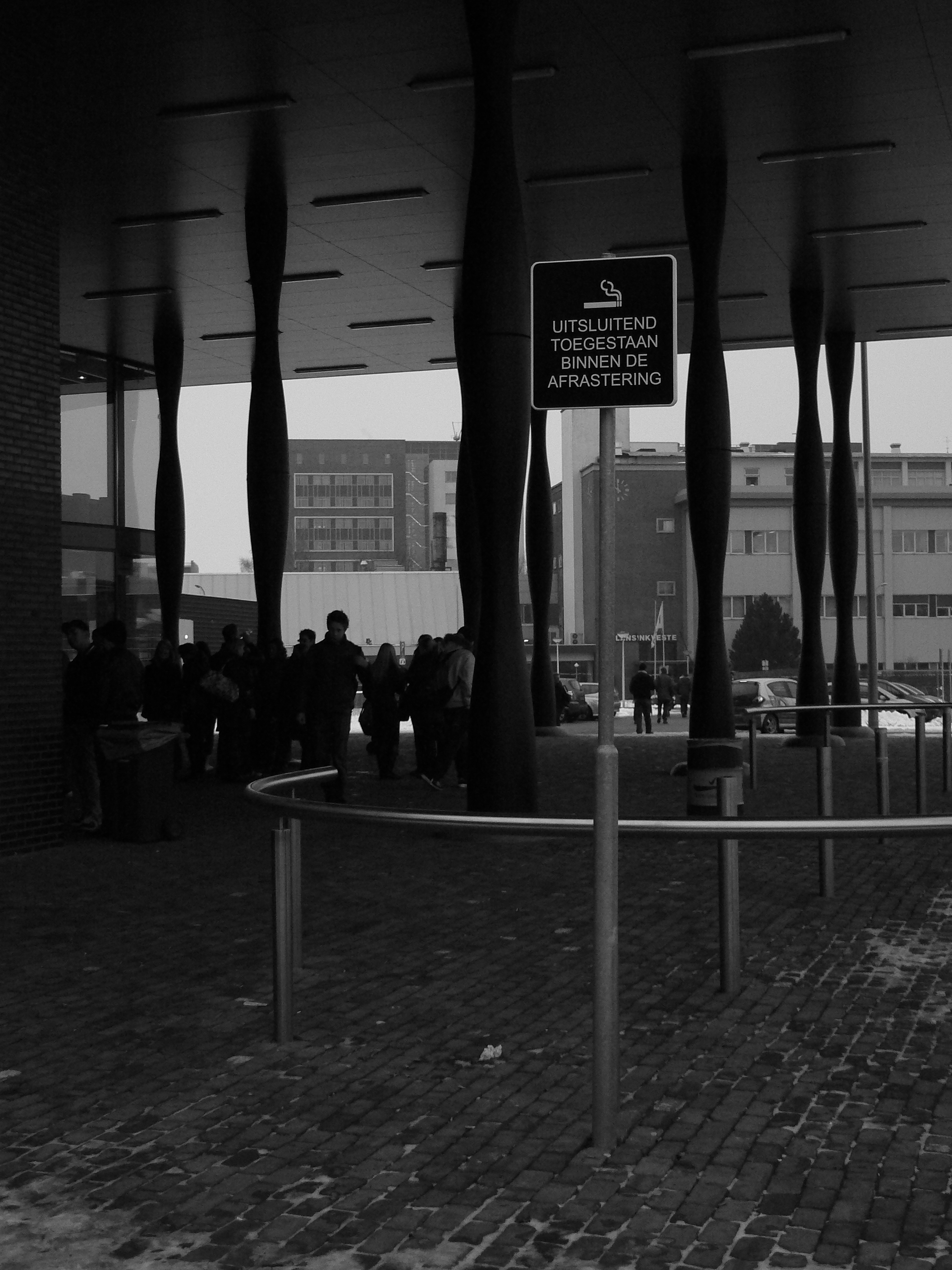
"Uitsluitend toegestaan binnen de afrastering" (Station Hengelo, 2010)

In Nederland geldt sinds 1 januari 2004 het recht op een rookvrije werkplek. Werkgevers zijn verplicht om ervoor te zorgen dat werknemers kunnen werken zonder hinder of overlast te ondervinden van tabaksrook. Het maakt daarbij niet uit of de werknemer bij de overheid of in het bedrijfsleven werkt.
Het recht op een rookvrije werkplek beperkt zich niet tot werkkamers maar omvat alle ruimten waar werknemers kunnen komen zoals trappen, hallen, gangen, liften, toiletten, wachtruimten, recreatieruimten, kantines en dergelijke. Een werkgever kan wel voor rokers een afgesloten rookruimte maken mits deze geen overlast veroorzaakt naar omliggende ruimten. Dit is echter niet verplicht.
De Tabakswet voorziet in de mogelijkheid om door middel van nadere regelgeving uitzonderingen te maken op de rookvrije werkplek. Het Besluit uitzonderingen rookvrije werkplek zondert de volgende ruimten van de rookvrije werkplek uit:
- ruimten ten aanzien waarvan de werkgever geen zeggenschap over de gebruiksregels kan doen gelden;
- als privé aan te merken ruimten;
- speciale afgesloten rookruimten; voorwaarde is dat er geen hinder of overlast van roken ontstaat buiten deze ruimten;
- de open lucht.

Uitzonderingen die zijn vervallen per 1 juli 2008:
- de voor publiek bestemde delen van horeca-inrichtingen;
- de voor publiek bestemde horecadelen van inrichtingen voor podiumkunsten;
- de voor publiek bestemde delen van speelautomatenhallen;
- de voor publiek bestemde delen van tabaksspeciaalzaken;
- internationaal en buitenlands personenvervoer dat aan bepaalde voorwaarden voldoet.

In Nederland is in de gebouwen en instellingen van de overheid de Tabakswet al sinds 1990 van kracht. Er mag niet worden gerookt op plekken die bedoeld zijn voor gemeenschappelijk gebruik of die voor het publiek toegankelijk zijn.
Vóór 1 juli 2008 werd een uitzondering gemaakt voor gebouwen met twee of meer wachtruimten, kantines of recreatieruimten. In dat geval mocht roken worden toegestaan in de kleinste ruimte.
De Nederlandse Voedsel- en Warenautoriteit ziet toe op de naleving van de Tabakswet en spoort overtredingen op. Om deze taken te kunnen uitvoeren zijn bij alle regionale diensten van de nVWA zogenoemde Drank, Horeca en Tabak (DHT)-teams ingesteld. Deze teams van speciaal opgeleide toezichthouders houden toezicht op naleving van onder meer de Tabakswet. De toezichthouders controleren onaangekondigd of iedereen zich aan de regels houdt. De toezichthouder is op basis van de Algemene wet bestuursrecht (Awb) en de Tabakswet bevoegd om iedere ruimte te inspecteren en kan dus niet geweigerd worden. De toezichthouder van de nVWA heeft een legitimatiebewijs bij zich en dient zich op verzoek te legitimeren (art. 5:12 Awb).

#### Horeca
Bij de invoering van het recht op de rookvrije werkplek maakte de overheid een tijd lang een uitzondering voor de 500.000 werknemers in de horeca. Koninklijke Horeca Nederland maakte vervolgens met de overheid afspraken die geleidelijk tot steeds meer rookvrije horecagelegenheden moesten leiden. In 2005 en 2006 voldeed de sector niet aan deze afspraken. Er was pas sprake van rookvrije ruimtes indien deze volledig zouden zijn gescheiden van de ruimtes waar gerookt werd. De tafels voor niet-rokers in dezelfde ruimte, waar verder wel gerookt wordt, waren in deze dus niet rookvrij. Vanaf 1 juli 2008 mocht in de horeca binnen alleen nog maar in de rookruimten gerookt worden. Dit beleid leidde direct tot veel controverse en bleek niet te handhaven. In Nederland was het verzet tegen het rookverbod vergeleken met de rest van Europa dan ook relatief groot.
Op 3 november 2010, vooruitlopend op het regeerakkoord, is de nieuwe minister van volksgezondheid Edith Schippers de kleine horeca tegemoetgekomen door het rookverbod voor cafés kleiner dan 70 vierkante meter en zonder personeel op te heffen. De controles voor deze horecagelegenheden werden per direct gestaakt en openstaande boetes ingetrokken. Voor de andere horecagelegenheden veranderde er niets aan het rookverbod.
In maart 2013 bepaalde het gerechtshof in Den Haag dat de gemaakte uitzondering in strijd was met een verdrag van de Wereldgezondheidsorganisatie, dat Nederland heeft ondertekend. Op 10 oktober 2014 heeft de Hoge Raad de uitspraak van het gerechtshof bevestigd. De Nederlandse staat heeft veertien dagen later laten weten dat de handhaving van het rookverbod in kleine cafés per direct weer wordt gehandhaafd.
Op 13 februari 2018 bepaalde het Hof van Justitie in Den Haag dat rookruimtes binnen horecagelegenheden niet buiten het rookverbod vallen. Het bestaan van rookruimtes zou sociale druk op niet-rokers kunnen creëren om zich bij de rokers te voegen, het is moeilijk te voorkomen dat rook uit de rookruimte zich daarbuiten verspreidt en bovendien worden medewerkers blootgesteld aan tabaksrook als ze deze ruimtes opruimen. Deze uitspraak werd door de Hoge Raad op 27 september 2019 bekrachtigd, waardoor het verbod definitief van kracht werd.

#### Pretparken
Vanaf 1 april 2017 mag er niet meer gerookt worden in wachtrijen bij vrijwel alle pretparken en dierentuinen. Dit verbod is op initiatief van de parken zelf ingevoerd om daarmee de jonge bezoekers tegen de rook te beschermen.

#### Rookverenigingen
De "Enige en Universele Rokerskerk van God" (opgericht door Michiel Eijsbouts) is een gemeenschap die sinds 2001 bestaat. Leden van de Rokerskerk komen samen om "tot God te bidden door het nuttigen van rookartikelen". Zij doen dit in de "heilige drie-eenheid" van rook, vuur en as. De leden etaleren zich met ludieke middelen zoals narrenmutsen.
Horecagelegenheden kunnen zich onder strikte voorwaarden bij de Rokerskerk aansluiten, waarna in de betreffende zaak een certificaat komt te hangen dat duidelijk maakt dat er slechts door leden van de "kerk" gerookt mag worden.
De Rokerskerk telde anno 2009, naar eigen zeggen, 2090 geregistreerde leden en 5 goedgekeurde horecagelegenheden. In de zomer van 2008 kreeg een van de horecagelegenheden van de Rokerskerk een boete van 300 euro opgelegd vanwege het overtreden van het sinds 1 juli 2008 van kracht zijnde rookverbod.
In een enkel geval zijn andere Nederlandse horecaondernemers ook overgegaan tot het oprichten van een zogenaamde rookvereniging. Een voorbeeld hiervan is het Maastrichtse café t Jachhoes. Door de overheid is hier al negatief op gereageerd. Het Deurningse café-restaurant Frans op den Bult meende het verbod dan ook met een bararium te kunnen omzeilen, maar ook dit werd door de minister van Volksgezondheid niet geaccepteerd.
Andere rokers-organisaties zijn onder andere Stichting Red de Kleine Horeca en de Partij tegen de Betutteling (die eind 2007 zo'n 98.000 handtekeningen tegen het rookverbod inleverde bij de Tweede Kamer). Ook op sociale media verzamelen zich rokers. Een van de eerste Hyves-pagina's tegen het rookverbod (lekkerblijvenroken.hyves.nl) was anno 2009 de grootste met een kleine 77.000 leden.

### Suriname
Begin 2013 is in Suriname een algeheel rookverbod ingevoerd voor publieke ruimtes. Mensen mogen alleen nog binnenshuis en in de auto roken. Wie de wet overtreedt riskeert een celstraf.

### Duitsland
Duitsland heeft als een van de laatste landen van West-Europa anti-rookmaatregelen genomen. In 2006 werd roken verboden in federale overheidsgebouwen en ziekenhuizen, voor de rest mocht men in Duitsland in principe overal roken. Per september 2007 werd het roken in treinen verboden. In winkels en op de werkplek kent men geen algeheel rookverbod.

#### Horeca
Sinds 1 januari 2008 gelden er maatregelen om het roken in de horeca te beperken. In Duitsland is het rookverbod per deelstaat anders geregeld. Het is dus niet, net als in Nederland, overal gelijk. Duitsland heeft dus niet een algeheel rookverbod, zoals vaak wordt verondersteld. Er zijn tal van uitzonderingen, zo kunnen in de meeste deelstaten betrekkelijk eenvoudig rokersclubs opgericht worden, waardoor het rookverbod vervalt.
Vaak zijn gemeenten belast met de handhaving van het rookverbod. De gemeenten hebben vaak niet de mankracht om te controleren of horecagelegenheden het rookverbod naleven. De meeste gemeenten gedogen impliciet het overtreden van het rookverbod.
De anti-rookwetgeving in de horeca is inmiddels deels teruggedraaid. Een rechter van het Federale Constitutionele Hof in Karlsruhe heeft de vloer aangeveegd met het rookverbod in Berlijn en Baden-Württemberg. Deze deelstaten staan roken slechts toe in afgesloten ruimten. Kleine horecaondernemers, die geen ruimte hebben voor een rookruimte, vreesden omzetverlies en zijn naar de rechter gestapt. Deze oordeelde dat kleine kroegen onevenredig hard getroffen worden door het rookverbod, de uitspraak heeft een schorsende werking, dat betekent dat het rookverbod tijdelijk is opgeheven. Voorwaarde is dat het vloeroppervlak minder dan 75 vierkante meter moet zijn en er geen personen jonger dan 18 de gelegenheid mogen betreden (in Duitsland mag men pas vanaf 18 jaar sigaretten kopen).
De deelstaten hebben tot eind 2009 de tijd gekregen om de anti-rookmaatregelen anders te definiëren. Doen de deelstaten niets, dan blijft de uitspraak staan, en wordt het rookverbod de facto opgeheven. De uitspraak is bindend voor andere deelstaten met een dergelijk beleid omdat de uitspraak is gedaan door een federale rechtbank. Alleen indien een deelstaat een totaal rookverbod heeft, verandert er niets door de uitspraak.
In Beieren geldt voor de horeca een algeheel rookverbod. Uitgezonderd zijn besloten feesten, zoals bruiloften en partijen waarvoor een persoonlijke uitnodiging is afgegeven. Middels het oprichten van een rokersvereniging kan het rookverbod niet omzeild worden. (Art. 2 Nr. 8 GSG)
De deelstaat Hamburg had een totaal rookverbod. Dit werd redelijk nageleefd, ondanks het feit dat er geen boetes uitgedeeld werden. Na een jaar is de wet versoepeld. Als er geen voedsel geserveerd wordt, dus in cafés en discotheken, geldt er geen rookverbod; de oppervlakte speelt hierbij geen rol.
In de deelstaat Noordrijn-Westfalen hebben veel cafés een rookvereniging opgericht. Zo is bijvoorbeeld een groot gedeelte van de horecaondernemers in de Altstadt van Düsseldorf aangesloten bij de Raucherclub Mensch.Kultur.Kneipe. In juni 2012 ging de nieuw aangetreden regering van SPD en Bündnis 90/Die Grünen akkoord met een wetsvoorstel dat eind dat jaar het roken in de horeca compleet moet uitbannen. In deze wet kunnen cafés zich niet langer als rokersclub presenteren en is het ook bij feestjes van particulieren in een horecagelegenheid verboden een sigaret of sigaar op te steken. In november 2012 ging het parlement akkoord met een uitstel van de maatregel tot 1 mei 2013 en het alsnog vrijstellen van de particuliere feestjes, voor zover gehouden in horecagelegenheden met een aparte rookruimte.
In elke deelstaat gelden wel bepaalde uitzonderingen waardoor er in de praktijk in de meeste horecagelegenheden mag worden gerookt.

### Griekenland
Op 1 juli 2009 is de derde wet van kracht geworden die het roken beperkt. De twee eerdere wetten faalden omdat de Grieken zich er niks van aantrokken. Naast het bestaande rookverbod in ziekenhuizen, overheidsgebouwen en de metro van Athene geldt sindsdien ook beperkt rookverbod voor de horeca.
Ook de nieuwe wet wordt niet (goed) nageleefd. Hoewel sommige gedeelten van de horeca, waar volgens de nieuwe wet niet gerookt mag worden, het verbod wel naleven, steekt de gemiddelde Griek in winkels, banken, kantoren en overheidsinstellingen immer rustig een sigaret op.

### Hongarije
In 2009 werd een voorstel het roken te verbieden in openbare gelegenheden weggestemd. Verder mag men in Hongarije vrijwel overal roken.

### Italië
Italië was het vierde land ter wereld dat een nationaal rookverbod heeft ingevoerd. Sinds 10 januari 2005 is het verboden te roken in alle openbare gebouwen en voor het publiek toegankelijke gebouwen, waaronder bars, restaurants en andere horecagelegenheden. Speciale rookruimtes zijn toegestaan. In rookruimtes waar eten wordt geserveerd gelden zeer strenge voorwaarden, zoals aparte en sterkere ventilatie, automatische schuifdeuren naar aangrenzende rookvrije ruimtes, en niet meer dan 50% van het etablissement. Slechts 1% van de horecagelegenheden heeft een rookvrije zone gecreëerd.

### Oostenrijk
In 2007 werd het roken in het openbaar vervoer verboden, tegelijkertijd met Duitsland. In 2008 sprak de minister van volksgezondheid Andrea Kdolsky zich uit tegen een rookverbod in de horeca. De nieuwe regering nam in 2009 een wet aan aangaande het rookbeleid. Oorspronkelijk mocht er in zaken boven de 50 m² alleen in een rookruimte gerookt worden. De regering wilde echter eerst zien hoe men zou reageren op de wet (mede omdat in Oostenrijk een groot percentage van de bevolking rookt). Er zou eerst een ruime overgangsfase gelden waarin niet werd gecontroleerd, maar er kwamen direct veel klachten en de wet werd niet nageleefd. Hierna werd de wet aangepast.
In horecagelegenheden kleiner dan 50 m² geldt geen rookverbod. Tussen de 50 en 80 m² zijn er verschillende mogelijkheden maar in de praktijk geldt hier hetzelfde beleid als de zaken onder de 50 m². Horecagelegenheden groter dan de 80 m² die roken willen toestaan moeten ook een ruimte voor niet-rokers hebben. Echter als men aan kan tonen geen gescheiden ruimten te kunnen creëren (bijvoorbeeld door bouwtechnische reden of omdat het pand een monument is) vervalt het rookverbod.
Een meerderheid van de Oostenrijkers is tegen een rookverbod in de horeca.
Roken op de werkplek is toegestaan als men een eigen werkkamer heeft. Zitten er meer mensen op een kamer, dan is roken alsnog toegestaan op voorwaarde dat niemand in die kamer bezwaar heeft tegen roken.
Sinds 1 november 2019 bestaat een rookverbod in de horeca. Dit nadat onder andere een oordeel door het Grondwettelijk hof uitgesproken werd.

### Portugal
Sinds 1 januari 2008 zijn alle restaurants en veel cafés in Portugal rookvrij. In sommige cafés en clubs is roken toegestaan, mits zij een degelijk luchtverversingssysteem hebben. In restaurants is roken altijd verboden, net zoals alle andere openbare gebouwen. Ook op de luchthaven Faro geldt een rookverbod.

### Sri Lanka
Er geldt in Sri Lanka sinds 2004 een rookverbod. Toeristen wordt aangeraden geen sigaretten of shag in de handbagage mee te nemen. Er bestaan geldboetes vanaf €80 per ingevoerd rookartikel. Zelfs staan er gevangenisstraffen op het openbaar roken in Sri Lanka.
Het rookverbod in Sri Lanka werd in 2007 nog eens flink uitgebreid. Roken was al verboden sinds 2004 in de cafés en restaurants, maar het verbod ging ook gelden voor parken en stranden en voetgangersgebieden zoals de binnenstad van Colombo.
Tegenstanders vinden dat het rookverbod veel te ver gaat en dat het in strijd is met de rechten van het individu.

### Overige landen

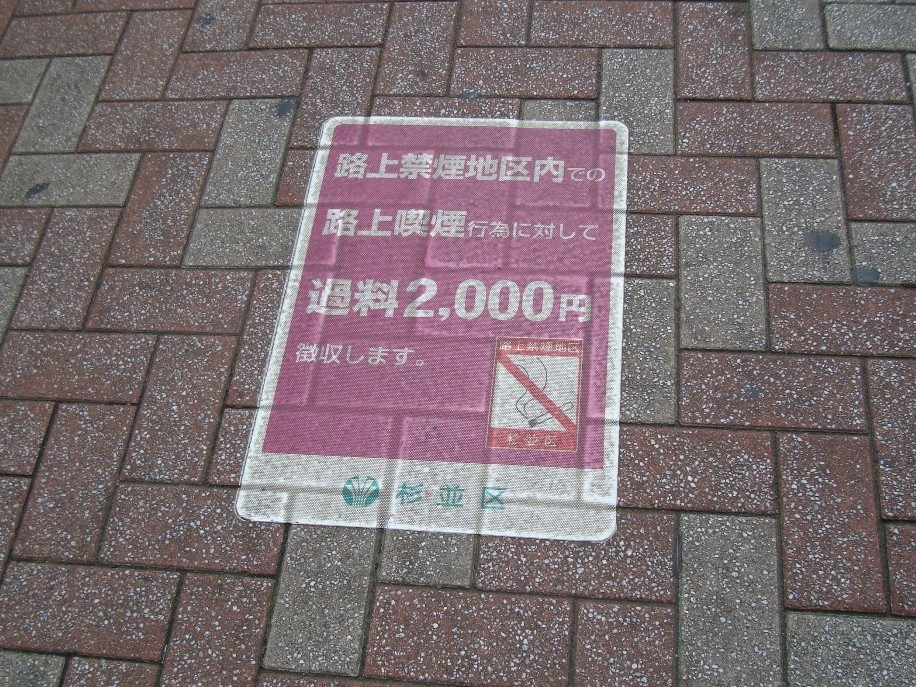
Waarschuwing op het plaveisel: "2000 Yen boete voor roken in deze straat", Suginami, Tokyo, Japan

In lijn met Europese regelgeving hebben vrijwel alle landen in de Europese Unie al een rookverbod voor publieke ruimtes en op de werkplek. Dit is reeds geregeld of op korte termijn gepland voor Zweden, Ierland, Malta, Italië, Nederland, Schotland, Engeland, België, Spanje, Frankrijk en Bulgarije.
In Ierland is sinds de invoering van het rookverbod een sterke teruggang geconstateerd in het aantal pubs. Nader onderzoek heeft echter uitgewezen dat het rookverbod slechts voor een klein deel verantwoordelijk is voor deze terugloop. Veroudering onder de exploitanten, huiskamerpubs, sterk toegenomen controle op het gebruik van alcohol in het verkeer en de hoge waarde van vergunningen voor drankverkoop (er is 1 type vergunning voor pubs en slijterijen, wat aantrekkelijk is voor ketens slijterijen) blijken een veel grotere invloed te hebben.
Luxemburg en Oostenrijk hebben een rookverbod in publieke ruimten, maar met verschillende en compliceerde uitzonderingen voor de horeca. In Zwitserland, waar het per kanton geregeld wordt, is in de meeste kantons en rookverbod ingevoerd, meestal door burgerinitiatieven en tegen de wil van de overheden.
Tibet was nagenoeg het enige land ter wereld waar het roken van sigaretten streng verboden was tot de invasie van Tibet in 1950-51, ondanks de pogingen van Westerse bedrijven roken ook in te voeren in het land.

## Geschiedenis
Het voor zover bekend eerste rookverbod dateert van 1590. Het was ingesteld door Paus Urbanus VII en verbood het gebruik van tabak in welke vorm dan ook binnen de muren van de kerk.
In de 19e en 20e eeuw was roken eigenlijk een vanzelfsprekendheid, vooral voor de mannen. Overal werd gerookt.
Toch was roken niet altijd en overal fatsoenlijk.
Het was altijd correct om een eventueel aanwezige dame verlof te vragen alvorens een sigaar op te steken.
Amy Groskamp-ten Have schrijft dat men nimmer rokend een woning binnengaat (behalve de eigen woning) en dat arbeiders die binnenshuis op karwei zijn nimmer op eigen initiatief mogen roken.
Hoe vanzelfsprekend roken was, moge blijken uit het feit dat de zeppelins een beveiligde rooksalon hadden, hoewel een zeppelin dreef op het uiterst brandbare waterstof.
In de 21e eeuw zou men dat probleem oplossen door het roken aan boord tijdens de hele reis te verbieden.
Halverwege de 20e eeuw werd meer en meer duidelijk dat roken schadelijk voor de gezondheid was. De tabaksindustrie had veel te verliezen en heeft nog decennialang mogen adverteren zonder de vermelding dat roken schadelijk is voor de gezondheid.
In 1998 werd in Californië een algeheel rookverbod ingevoerd voor publieke ruimtes. Het verbod heeft geleid tot omzetstijging in de horeca en een aanzienlijke reductie in het aantal rokers. Een ander rapport stelt dan weer voor dat er inderdaad een omzetstijging is geweest in de horeca maar dat staten waar er geen rookverbod was de stijging groter was dan in de staten waar er wel een was.
In 2004 voerde Ierland als eerste Europees land een rookverbod in voor alle publieke ruimtes inclusief de horeca. Dit werd achteraf door 93% als positief beoordeeld, inclusief 80% van de rokers. Sindsdien zijn in vele landen rookverboden ingevoerd. In een deel van Italië waar onderzoek verricht is, daalde na invoering van het rookverbod het aantal hartinfarcten met 11%. Maar dit onderzoek wordt door de belangrijke Amerikaanse anti-rokenonderzoeker Michael Siegel als 'junk-science' betiteld.

## Effecten

### Economische effecten
Daar in de loop der tijd niet-rokers plaatsen met rokers zijn gaan mijden is met name in cafés en bars een clientèle ontstaan waar bovengemiddeld wordt gerookt. Dit gegeven is door de tabaksindustrie gebruikt om aanzienlijke omzetverliezen voor de horecasector te voorspellen. De internationale consensus is dat er over het algemeen geen daling van de omzet is na een verbod. Dit zou zich laten verklaren doordat klanten die horecabezoek vermeden in verband met rookoverlast voor extra omzet zorgen en bestaande klanten die van hun rookverslaving af zijn meer te besteden hebben.
Toch zijn er ook tegengestelde berichten. Dagblad De Tijd in België meldt dat bijvoorbeeld horeca-organisatie Bemora beweert dat een omzetdaling tot 7% in sommige zaken is opgetreden. Dit kan dan weer grotendeels worden verklaard door de Belgische rookwetgeving die roken wél toelaat in gelegenheden die minder dan één derde van hun omzet uit maaltijden halen, wat natuurlijk de rokende klanten van de volledig rookvrije "echte" restaurants afsnoept.
Australische anti-rokenonderzoekers analyseerden 106 onderzoeken naar de economische effecten van rookverboden en zochten naar de invloed van de tabaksindustrie daarop. Uiteraard vonden ze betrokkenheid daarvan. Maar als een andere vraagstelling tegen dezelfde cijfers wordt aangehouden worden ook heel andere verbanden gevonden: dan blijkt dat onderzoekers die graag een rookverbod willen (belangengroepen) altijd geen effect vinden, en de tabaksindustrie en stichtingen voor rokersbelangen wél.
De horeca zelf is bang voor een rookverbod omdat de kans op nadelige effecten zeer duidelijk aanwezig is.
Er is alleen geen consensus over hoe groot die effecten dan zijn. Wel is de stem uit de horeca duidelijk voor een alles of niets aanpak: Een rookverbod voor alle zaken of helemaal niet. In ieder geval is er dan een 'level playing field'.
Op het internet zijn overzichten beschikbaar van eigenaren van bars die óf moesten sluiten óf grote verliezen incasseerden na de invoering van een rookverbod. De Ierse horeca-organisatie VFI meldde na een jaar rookverbod dat alleen al in Cork City en County 170 horecagelegenheden de deuren moesten sluiten.
Voorstanders van het rookverbod werpen weer tegen dat niet is aangetoond dat die gelegenheden failliet zijn gegaan vanwege het rookverbod. Ook in normale tijden gaan er zaken failliet.
7600 banen gingen in 2004 in die sector verloren, terwijl in andere sectoren het aantal banen juist toenam.
Volgens een rapport van de Noord-Ierse horecaorganisatie FRLT zakte in Ierland de omzet in de branche na het rookverbod met bijna 18% vergeleken met andere sectoren. De werkgelegenheid, die vóór het rookverbod nog met gemiddeld 3,1% per maand steeg, zakte dramatisch naar een gemiddelde verlies aan werkgelegenheid van 7,2% per maand. Een totaal verschil per maand van meer dan 10%. De Belgische horeca meldt een daling van 20% in boekingen voor de eindejaarsfeesten in het jaar dat het rookverbod in die periode volledig van kracht gaat.
Vanuit Schotland wordt, na een jaar rookverbod, door de Scottish Licensed Trade Association gerapporteerd dat het rookverbod 11% omzetderving heeft opgeleverd. 34% van de eigenaren meldt dat ze personeel hebben moeten ontslaan.
Daarbij wordt geïmpliceerd doch niet aangetoond dat dat een direct gevolg is van het rookverbod. Ook in normale tijden is er verloop van personeel.

### Inperking van de persoonlijke vrijheid
Kritiek tegen rookverboden is vaak gebaseerd op de individuele vrijheid die mensen zouden moeten hebben en een afkeer van beperkingen opgelegd door de overheid. De overheid stelt echter dat op vele plaatsen zoals scholen, werkplekken, horeca en overheidsgebouwen de burgers niet vrijwillig of zonder gevolgen er voor kunnen kiezen deze plaatsen te vermijden. Dit is bijvoorbeeld in verband met economische afhankelijkheid en sociale uitsluiting. Er zijn echter ook mensen die stellen dat, omdat nicotine zeer sterk verslavend is, rokers na enige tijd geen vrije keuze meer maken. Zij zien een verslaving als een inperking van de eigen persoonlijke vrije wil en zijn om die reden niet tegen een ontmoedigingsbeleid van de overheid.
Ook de persoonlijke vrijheid van bar- en restauranteigenaren om hun bedrijf (op eigen privéterrein) in te richten zoals ze willen wordt vaak als argument gebruikt. In dit scenario komt er vanzelf een aanbod van rookvrije horecagelegenheden als er behoefte aan is en is er voor 'elck wat wils' (marktwerking).

### Andere effecten
Naast economische effecten van rookverboden worden ook andere gevolgen genoemd: geluidsoverlast, vervuiling van de straat en agressiviteit tegenover voorbijgangers door groepen buiten rokende cafébezoekers. De snelle toename van de toepassing van terrasverwarmers door een rookverbod zou ook de CO2-uitstoot sterk verhogen, volgens een bericht op de BBC-site van donderdag, 16 februari 2006.
Een rookverbod in het openbaar vervoer zorgt voor een daling van blootstelling aan rook terwijl er kans is dat na een verbod op roken op recreatieve openbare plaatsen het rookgedrag zich verplaatst naar privé-ruimten waar niet-rokers, vooral kinderen, daar gevolgen van ondervinden. Een ander probleem dat is ontstaan door het rookverbod is de penetrante geur van transpiratie en andere lichaamseigen geuren. Ook verschilt het effect op rookverbod bij verschillende sociale groepen. Waar er een positief effect is bij welgestelde sociale kringen is er een negatief gezondheidseffect bij de arme sociale klasse.
Na het rookverbod in Ierland merkte de officiële tabaksindustrie een omzetdaling van 10% wat op een daling van het rookgedrag wijst of een vlucht naar het grijze of illegale circuit.

#### Smirten
Op plaatsen waar een rookverbod werd ingesteld bleek dat er ook een positief effect voor de rokers kan ontstaan: Op de rookplek komt men met mensen in contact, die anders moeilijk bereikbaar aan de andere kant van de zaal zouden staan. Dit effect wordt smirten genoemd, een samentrekking van de Engelse werkwoorden to smoke en to flirt.

## Belangenverenigingen
Zowel voor rokers als niet-rokers zijn er belangenverenigingen. Clean Air Nederland wist begin 2006 in korte tijd 60 000 handtekeningen te verzamelen in een poging via het eerste burgerinitiatief een debat over rookvrije horeca op de agenda van de Tweede Kamer te zetten. De Stichting Rokers Belangen heeft op hetzelfde moment handtekeningen verzameld tegen een rookvrije horeca. Ook Forces Nederland en de Partij tegen Betutteling, voorheen Rokerspartij, nemen het op voor de belangen van rokers.
In België verzet de Cafébond zich tegen het rookverbod en stelt het invoeren van een tabaksvergunning voor waarbij de uitbaters zelf kunnen kiezen of ze een rookvrije zaak hebben of niet.